# Ka (Veda)

Il termine sanscrito Ka in alfabeto devanagari. Ka è un pronome interrogativo sanscrito col significato di "Chi?"; è anche un sostantivo maschile come nome di Prajāpati, la "divinità/principio cosmogonico" al centro delle riflessioni dei Brāhmaṇa.

Ká (devanāgarī: क) è un pronome interrogativo sanscrito traducibile in "Chi?" o in "Che cosa?.

Ka è anche il nome di Prajāpati, la "divinità/principio cosmogonico" al centro delle riflessioni dei Brāhmaṇa.

Con il termine Ka si indica comunemente anche il 121° sùkta ("inno", lett. "ben detto") del decimo maṇḍala ("libro", lett. "ciclo") del Ṛgveda.

## ṚgvedaX, 121
Lui che ha reso fermi il possente Cielo e la Terra, Lui rese ferma la Luce e la volta celeste. Lui ha misurato lo spazio nell'etere. Quale (chi) dio  adoreremo (kasmai devāya) con la nostra oblazione?
 A Lui volgono lo sguardo, tremando nell'animo, i due eserciti schierati, ottenendo protezione, è su di Lui che si sostiene il Sole, splendendo in ognidove una volta levato.  Quale (chi) dio  adoreremo (kasmai devāya) con la nostra oblazione? 
Quando giunsero le alte Acque che contenevano come un embrione, tutto l'universo, generando Agni, allora l'Uno produsse il soffio vitale degli dèi. Quale (chi) dio  adoreremo (kasmai devāya) con la nostra oblazione? 
  Fu Lui  che con la potenza abbracciò con il suo sguardo le Acque che contenevano Dakṣa e da cui sorse il sacrificio, Lui che al di sopra degli dei era l'unico dio.  Quale (chi) dio  adoreremo (kasmai devāya) con la nostra oblazione?
 Non ci danneggi colui che è il creatore della terra, quello che con i veri  comandamenti creò il cielo, colui che  generò le alte Acque ricche di splendore.  Quale (chi) dio  adoreremo (kasmai devāya) con la nostra oblazione?
 O  Prajāpati, nessuno che te ha generato queste creature pervadendole con il suo essere, possa appartenerci ciò che con desiderio invochiamo con le oblazioni. Possiamo essere noi signori di molti tesori»
(Ṛgveda X, 121)

## Prajāpati èKa
(Aitareya Brāhmaṇa XII, 10,1. Traduzione di Sylvain Lévi)
(Taittirīya Brāhmaṇa II, 2, 10, 1-2)